# Morgan Robertson
Morgan Andrew Robertson (30 de setembro de 1861 - Atlantic City, 24 de março de 1915) foi um oficial da marinha mercante norte-americana, foi também escritor de contos e romances. É atribuído a ele a invenção do periscópio.

## Biografia
Morgan era filho de Andrew Robertson que foi capitão de navio na região dos Grandes Lagos, e Amelia Glassford Robertson. O escritor foi para o mar como grumete e esteve em serviço no período de 1866 a 1877, chegando a ocupar o posto de primeiro imediato. Abandonou a vida no mar, e estudou joalheria na The Cooper Union for the Advancement of Science and Art na cidade de Nova York. Trabalhou como lapidador de diamantes por 10 anos.
Ele é mais lembrado pelo curta-metragem e livro Futility, or the Wreck of the Titan datado de 1898, que prefigura o naufrágio do RMS Titanic. Seu romance Beyond the Spectrum, de 1914, previu uma guerra futura entre os Estados Unidos e o Japão, incluindo um ataque furtivo dos japoneses a cidade de São Francisco.
Em 24 de março de 1915, Robertson foi encontrado morto em seu quarto no Alamac Hotel em Atlantic City, New Jersey. Acredita-se que ele morreu de overdose de iodeto.

## Trabalhos publicados
Romances
- A Tale of a Halo (1894)
- Futility (1898)
- Futility, or the Wreck of the Titan (1898) (digitalizado no Projeto Gutenberg)
- Masters of Men: A Romance of the New Navy (1901)
- Shipmates (1901)
- Sinful Peck (1903)
- The Grain Ship (1914)
- Over the Border (1914)
- Beyond the Spectrum (1914)

Coleções de contos
- The Three Laws and the Golden Rule (1898)
- Spun Yarn (1898)
- Where Angels Fear to Tread: And Other Tales of the Sea (1899)
- Down to the Sea (1905)
- Land Ho! (1905)

Contos
- The Battle of the Monsters (1899)
- The Dollar (1905)

Autobiografia
- Morgan Robertson: The Man (1915)